# Waiká
Waiká (Uaica, Uaiká, Uaicá, Oaycás, Yanomami), skupno ime za više lokalnih polunomadskih skupina Yanomami Indijanaca, porodica Chirianan, nastanjenih u brazilskoj državi Roraima. Waike ili Yanomami ne smiju se pobrkati sa srodnim ali jezično nešto drugačijim Yanomamö Indijancima nazivanih pod plemenskim imenom Guaharibo. Među Waikama razlikuju se grupe koje govore nešto drugačijim dijalektima, a najpoznatiji su Yanamam (Patimitheri, Waika), Yanomam (Naomam, Guadema, Wadema, Warema), Yanomay (Toototobi), Nanomam (Karime), Jauari (Joari, Yoari, Aica).
Na području Države Amazonas u Venezueli Waike su imali u (1982)  111 seoskih zajednica u departmanima: 1) Atabapo: Sunaniña [4 Yanomamï i Yekuana (cariban)],
Kurisipïweiteri [53], Apianateri [18], Karohiteri II [35], Karohiteri I [26], Yoypanateri [32],
Mahekototeri/Platanal [136], Arimawëteri [91], Moshofawëteri [32], Ihirupïweiteri [41],
Hayökörëkokoteri [15], Kakashiwëteri [39], Rëyëpïweiteri [83], Yeisiweiteri [34], Föremayë-
firopëteri [21], Tökönawëteri [108], Koyowëteri [99 yanomamï i Yekuana], Waretateri [27],
Pakaraiteri [12], Haronöteri/Warakuawëteri [25], Kamohawëteri [51], Shorefetopëteri [69],
Mïsïkïpuiteri [54], Oketiteri [30], Warimahipïweiteri [37], Isiiteri [41], Matotoiteri I [10],
Amotamopëteri [65], Shamaukateri [19], Wanawanamopëteri [32], Pokoramopëteri [21],
Iwamopëteri I [42], Iwamopëteri II [22], Porepekapiteri [45], Akwaputeri [42], Hiporoiteri [21],
Tikopaiteri [21], Okitiriteri [9], Tikopaiteri [21], Tarakamiteri [15], Hokomawëteri I [24],
Hokomawëteri II [13], Purinapïweiteri I [73], Purinapïweiteri II [15], Öipraopeteri [42],
Kopariwëteri [75], Hokomawëteri III [8], Shikoiteri [63], Maitateri [51], Yanalapëdïteri [110],
Shipïweiteri [38], Olamopëteri [18], Yakaplaleteri [79], Amotateri [42], Klokoiteri/Koyoshi-
wëteri [26], Yolewëteri [46], Niikëkïteri [63], Mïamapïweiteri [49], Ayalawëteri [24],
WAinamateri [55], Alokofidateri [66], Yoyoukateri [42], Niyayopëteri [298], Maitayafiteri [15],
Kopaliteri [57], Olamafeakateri [49], Koafipëkëteri [23], Ëlëkëteri [56], Okopoteri [44],
Mïlenaplaleteri [59], Hakashiteri [80], San Benito [17], Witokayateri [25], Kashorawëteri [58],
Fraanomateri [98], Waputawëteri I [42], Waputawëteri II [26], Waputawëteri III [25],
Waputawëteri IV [61], Aratateri [74], Wakeweiteri [58], Kuateri [22], Rafakawëteri [15],
Yepropëteri I [82], Yepropëteri II [15], Pariparimateri [35], Harurusiteri [39], Kapirositeri [26],
Sariteri [8], Toky Shanamaña [140 Yanomamï i Yekuana], Sethukurawëteri [27], Koyewëteri
[36], Orienatiteri [20], Makahanamateri [20], Maweniteri [34], Yamahuteri I [45], Yamahuteri II
[43], Suunaniteri [18], Karihokoteri I [37], Manuateri/Mariteri [28], Boca de
Matacuni/Koshirowëteri [137 Yanomamï i yekuana],Rapauteri [52], Buena Vista II [19],
Karihokoteri II [49], Hokotopuiteri [60], Maathateri [43], Aramatateri [114], Rifumasiteri/Rifumawëteri [82], Matotoiteri [21], Mokahuromoteri I [100], Porepoiteri I [79], Porepoiteri II
[90];
(2) departman Río Negro Shuimuriteri II [39], Wawëwawëteri [99], Shuimuiteri I [30], Koroteri [61], Koparimakfopëteri [31], Hayahapëteri [36], Patanowëteri/Mavaca [13], Motoremawëteri [37], Monoteri [72; na río Mavaca, pritok Orinoca], Tanahiteri [142], Nashikï-pïfiteri [71], Tamatamateri [20], Hauyapïeiteri [58], Herotawëteri [145], Reapopuweiteri [124], Mishimishimapïeiteri [96], Kashanaeteri [54], Iwahikoroopëteri [200], Shefroanateri [133], Yoohoapïwfiteri [80], Hasupïwateri [62],
Poreyanimopiteri [35], Patahamiteri [90], Kraiwëteri [33], Ashidowëteri [41], Toobitowëteri
[127], Nanimapiwëteri [96], Wapurawëteri [54], Mokaritateri [41], Hiomisiteri [123],
Pakawanipïweiteri [38], Shinamayowateri [41], Unamowateri [42], Masiripiweiteri [104],
Moyenapiweiteri [90], Prawaraiteri [105], Toshamoshateri [140], Akawayopateri [85], Sihedipiteri
[110], Nakiyaiyopiteri [115], Waharupuweiteri [100], Karawadariteri [120], Kohoroshidoriteri
[120], Shihowateri [100], Pirisiwateri [75], Konapimateri [80], Waridawateri [125], Kapropateri
[75], Shinianiteri [70], Wayokuwateri [35], Harawowateri [128], Hiomitateri [141], Yehiopiteri
[85], Warokoawateri (90), Mokahuromoteri II (80); 
Brazil: sjever države Amazonas, (1) AI Demini, (2) río Daraá, (3) AI Marauiá, (4) río Maia, (5) AI Cauaburí, (6) AI Mararí, (7) AI Toototobi, (8) AI Gurupitá, (9) AI Ajuricaba, (10) AI Apui, (11) AI Maturacá.